# Wychopnie
Wychopnie (ukr. Вихопні, Wychopni) – wieś na Ukrainie, w obwodzie lwowskim, w rejonie lwowskim (wcześniej w rejonie kamioneckim).

## Historia
Dawniej wieś w powiecie żółkiewskim.
Do 1989 roku wieś nosiła nazwę Wychopki (Вихопки).